# لبؤة (فلم 2008)
لبؤة (بالإنجليزية: Lioness) هو فيلم وثائقي صدر عام 2008 من إخراج ميج مكلاغان وداريا سومرز. يروي هذا الفيلم قصة "فريق اللبؤة"، وهن مجموعة من النساء في الجيش الأمريكي اللواتي ذهبن إلى العراق كموظفات، وفنيّات، ومهندسات، لكن انتهى بهن المطاف للقتال جنبًا إلى جنب مع مشاة البحرية الأمريكية في بعض من أكثر المعارك دموية خلال الحرب في العراق.

## ملخص
يقدم الفيلم القصة غير المروية لأول مجموعة من النساء في تاريخ الولايات المتحدة يتم إرسالهن إلى القتال المباشر في العراق. ويتم سرد الفيلم من خلال الروايات الشخصية والمقتطفات اليومية، بالإضافة إلى مقابلات مع عدة قادة عسكريين. وتشكل روايات هؤلاء النساء عن القتال في بعض من أشرس المعارك صورة تعكس الآثار العاطفية والنفسية للحرب من منظور أنثوي. ويُعتبر فيلم "لبؤة" الأول من نوعه الذي يربط بين التصورات والواقع للدور الذي تلعبه النساء العسكريّات في الحروب.
لعب الفيلم دورًا مهمًا في التأثير على التشريعات والنقاشات السياسية في الكونغرس الأمريكي، وإدارة شؤون المحاربين القدامى، ووزارة الدفاع. وقد حظي بقبول واسع من قبل الناشطين والمنظمات التي تعمل على تحسين الرعاية للجنود العائدين من العراق وأفغانستان إلى الولايات المتحدة.

## أعضاء فريق اللبؤة
المتخصصة شانون مورغان، ريبيكا نافا، كيت غوتورمسن، أنستازيا بريسلو، وراني روثيج.

## روابط خارجية
- الموقع الرسمي
- Scheib، Ronnie. "Review: 'Lioness'". variety.com. Variety. مؤرشف من الأصل في 2023-10-14. اطلع عليه بتاريخ 2008-05-12.
- Ellison، Jesse. "PBS Documentary "Lioness" Follows Female Soldiers". newsweek.com. Newsweek. مؤرشف من الأصل في 2023-10-14. اطلع عليه بتاريخ 2008-10-31.